# Neodiphthera
Neodiphthera é um gênero de mariposa pertencente à família Bombycidae.